# Rioblanco (kommun)
Rioblanco är en kommun i Colombia.   Den ligger i departementet Tolima, i den centrala delen av landet, 230 km sydväst om huvudstaden Bogotá. Antalet invånare är 25 636. Arean är 1 443 kvadratkilometer.
Terrängen i Rioblanco är mycket bergig.